# Onthophagus anatolicus
Onthophagus anatolicus là một loài bọ cánh cứng trong họ Bọ hung (Scarabaeidae).